# Echeveria pendulosa
Echeveria pendulosa là một loài thực vật có hoa trong họ Crassulaceae. Loài này được Kimnach & C.H.Uhl miêu tả khoa học đầu tiên năm 1992.